# David Horsey
David Horsey (Stockport, 14 april 1985) is een Engelse golfprofessional uit Wilmslow, Cheshire.

## Amateur
In 2004 werd Horsey 2de bij het Engels Amateur Kampioenschap. Daarna volgden overwinningen bij het Cheshire kampioenschap (2005, 2006), het English County Champions Tournament, West of England Amateur Championship, North of England Youths Championship en de Lee Westwood Trophy. Sinds 2006 zit hij in het internationale team. 

In 2007 speelde Horsey in de 41ste Walker Cup op de Royal County Down Golf Club in Ierland. Namens Groot-Brittannië en Ierland haalde hij in de eerste ronde zijn eerste punt binnen, zeer tot vreugde van captain Colin Dalgleish.

## Professional
In 2007 werd Horsey professional.

#### Internationaal
In november 2007 werd hij 5de bij de Australisch MasterCard Masters 2008. 
In 2008 won hij de derde editie van het Belgisch Open van de European Challenge Tour, en twee weken later het Open de Lyon. Hierdoor verzekerde hij zich van een spelerskaart voor de Europese PGA Tour, seizoen 2009. Ook kwalificeerde hij zich voor het 137ste Britse Open op Birkdale, waar hij de cut haalde in de top-10, maar vervolgens afzakte naar de 67ste plaats.
In 2011 won hij de Hassan II Golf Trofee in Agadir.  Hij steeg hierdoor van de 115de plaats op de wereldranglijst naar de 80ste plaats. Ook kreeg  hij speelrecht op de Tour tot eind 2013.

### Gewonnen

#### Allianz Tour
- 2008: AGF-Allianz EurOpen de Lyon

#### Challenge Tour
- 2008: Telenet Trophy, AGF-Allianz EurOpen de Lyon

#### Europese Tour
- 2010: BMW International Open
- 2011: Hassan II Golf Trofee

### Teams
- Vivendi Trophy: 2011